# Иодид германия(II)
Иодид германия(II) — бинарное неорганическое соединение металла германия и иода с формулой GeI2, жёлтые кристаллы, растворяется в холодной воде, гидролизуются в горячей воде.

## Получение
- Термическим разложением иодида германия(IV):

{\displaystyle {\mathsf {GeI_{4}\ {\xrightarrow {445^{o}C}}\ GeI_{2}+I_{2}}}}
- Восстановление гипофосфорной кислотой иодида германия(IV):

{\displaystyle {\ce {GeI4 + H3PO4 + H2O -> GeI2 + H3PO3 + 2HI}}}

## Физические свойства
Иодид германия(II) образует жёлтые кристаллы тригональной сингонии, пространственная группа P 3m1, параметры ячейки a = 0,413 нм, c = 0,679 нм, Z = 1.
Растворяется в холодной воде, гидролизуются в горячей воде. Плохо растворяется в хлороформе.

## Химические свойства
- Гидролизуется горячей водой:

{\displaystyle {\mathsf {GeI_{2}+2H_{2}O\ \rightleftarrows \ Ge(OH)_{2}+2HI}}}
- При нагревании диспропорционирует:

{\displaystyle {\mathsf {2GeI_{2}\ \xrightarrow {>210^{o}C} \ GeI_{4}+Ge}}}
- Медленно окисляется кислородом воздуха:

{\displaystyle {\mathsf {2GeI_{2}+O_{2}\ {\xrightarrow {}}\ GeI_{4}+GeO_{2}}}}